# Alexander Hormuzaki (Politiker)

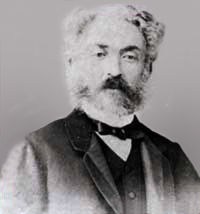
Alexander Hormuzaki

Alexander Hormuzaki (* 16. August 1823 in Czernawka (Cernăuca) bei Czernowitz (Cernăuți); † 8. März 1871 in Neapel, beerdigt in Dulcești, Bezirk Neamț) war ein österreichisch-rumänischer Politiker und Publizist im Herzogtum Bukowina.

## Abstammung
Seine Familie, die ihrem Namen nach griechischer, fanariotischer Abstammung ist, gehörte zum Adel der Moldau. Im Jahr 1636 wurde ein Hurmuzaki wegen seiner Verdienste für den Diwan vom Fürsten der Moldau mit einem Gut beschenkt. Unter der Regierung des Fürsten Nikolaus Mavrocordatos, auch ein Fanariot, war Emanuel Oberstallmeister und Diwansmitglied.
Constantin, kaufte im Jahre 1765 das Gut Czernawka (Cernăuca).
Alexanders Vater Doxaki (1782–1857) pflegte aus politischen Gründen geflüchteten rumänischen Führern aus Siebenbürgen unter hohem finanziellen Einsatz Zuflucht zu gewähren.
Er hatte bereits 1818 um die Verleihung des Grafenstandes gebeten, was jedoch abgelehnt wurde. Auch seine Bitte um die Erhebung in den Freiherrenstand wurde negativ beschieden. Die Familie führte fortan widerrechtlich den Rittertitel in der Bukowina.
Alexander war der Bruder des langjährigen Landeshauptmanns der Bukowina Eudoxius von Hormuzaki und des Juristen und Politikers Constantin Hormuzaki.

## Biographie

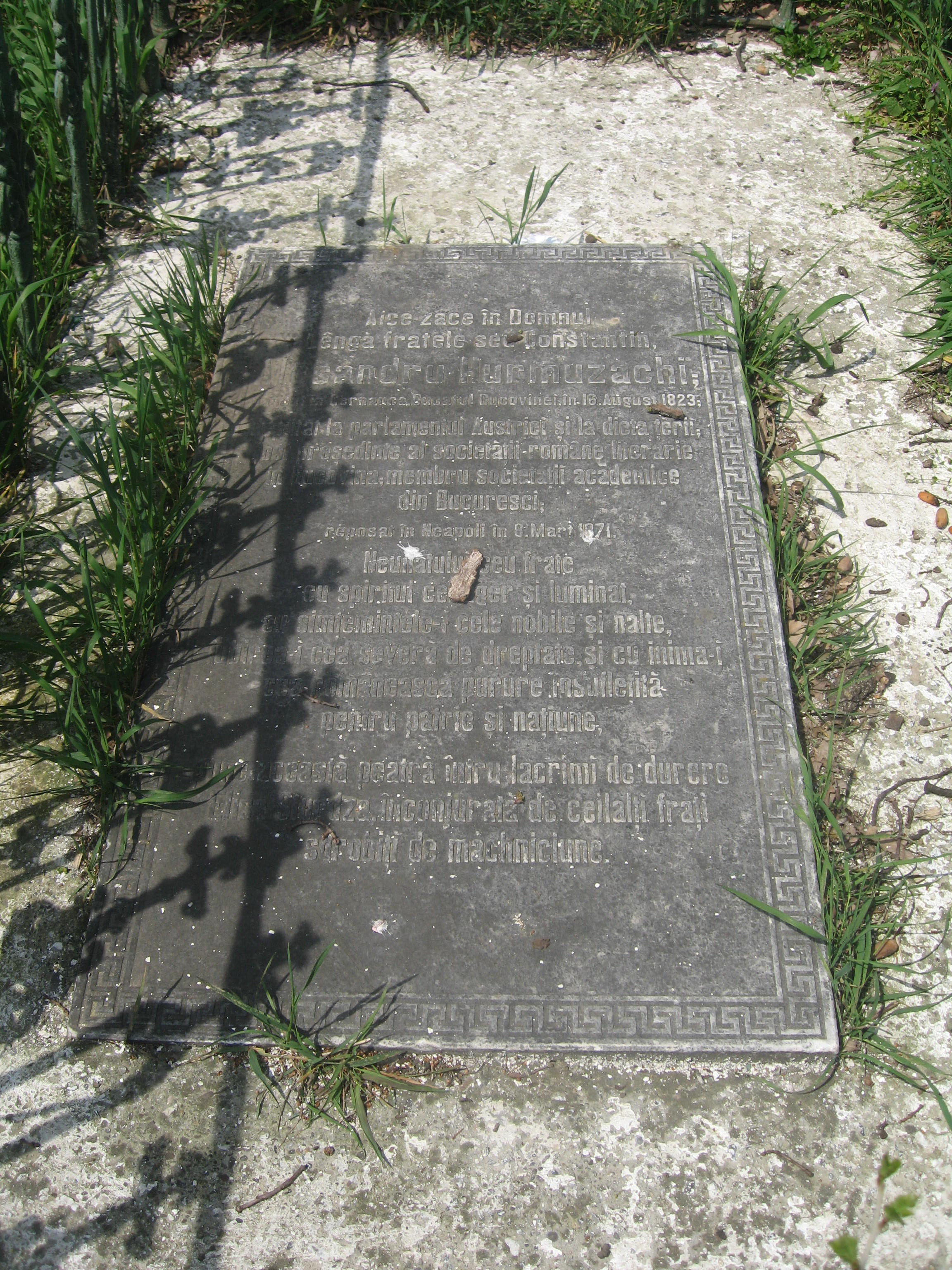
Grabmal Alexanders in Dulcești

Er war Abgeordneter des Bukowiner Landtags sowie langjährigerer Reichsratsabgeordneter.
Alexander war einer der Vorbereiter der rumänisch-nationalen Bewegung in der Bukowina, Mitbegründer der „Rumänischen Akademischen Gesellschaft“, Präsident der rumänischen Kultur- und Literaturgesellschaft, der Vorläuferin der am 1. April 1866 gegründeten „Academia Română“ (Rumänische Akademie), zu deren Gründungsmitgliedern er zählte. Er setzte sich explizit für die Einführung der rumänischen Sprache an Schulen sowie die Reform des Bildungswesens ein. Beeindruckend waren seine Artikel über das Bildungswesen, die in der Foaia Societății publiziert wurden. Er blieb ledig und kinderlos.